# El Don apacible
El Don apacible o El plácido Don (en ruso: Тихий Дон, Tiji Don) es una novela épica en cuatro tomos escrita por Mijaíl Shólojov. Los tres primeros tomos fueron escritos desde 1925 a 1932, siendo publicados en la revista soviética Oktyabr en 1928-1932. El cuarto tomo fue terminado en 1940. La traducción en inglés de los tres primeros tomos apareció con este título en 1934.
La novela es considerada una de las más importantes obras de la literatura rusa del siglo XX. Describe la vida y las luchas de los cosacos del Don durante la Primera Guerra Mundial, la Revolución rusa y la Guerra Civil Rusa. En 1965, se le otorgó a Shólojov el Premio Nobel de Literatura. La autoría de su novela es cuestionada por algunos críticos literarios e historiadores, que piensan que no fue escrita en su totalidad por Shólojov. 

## Argumento

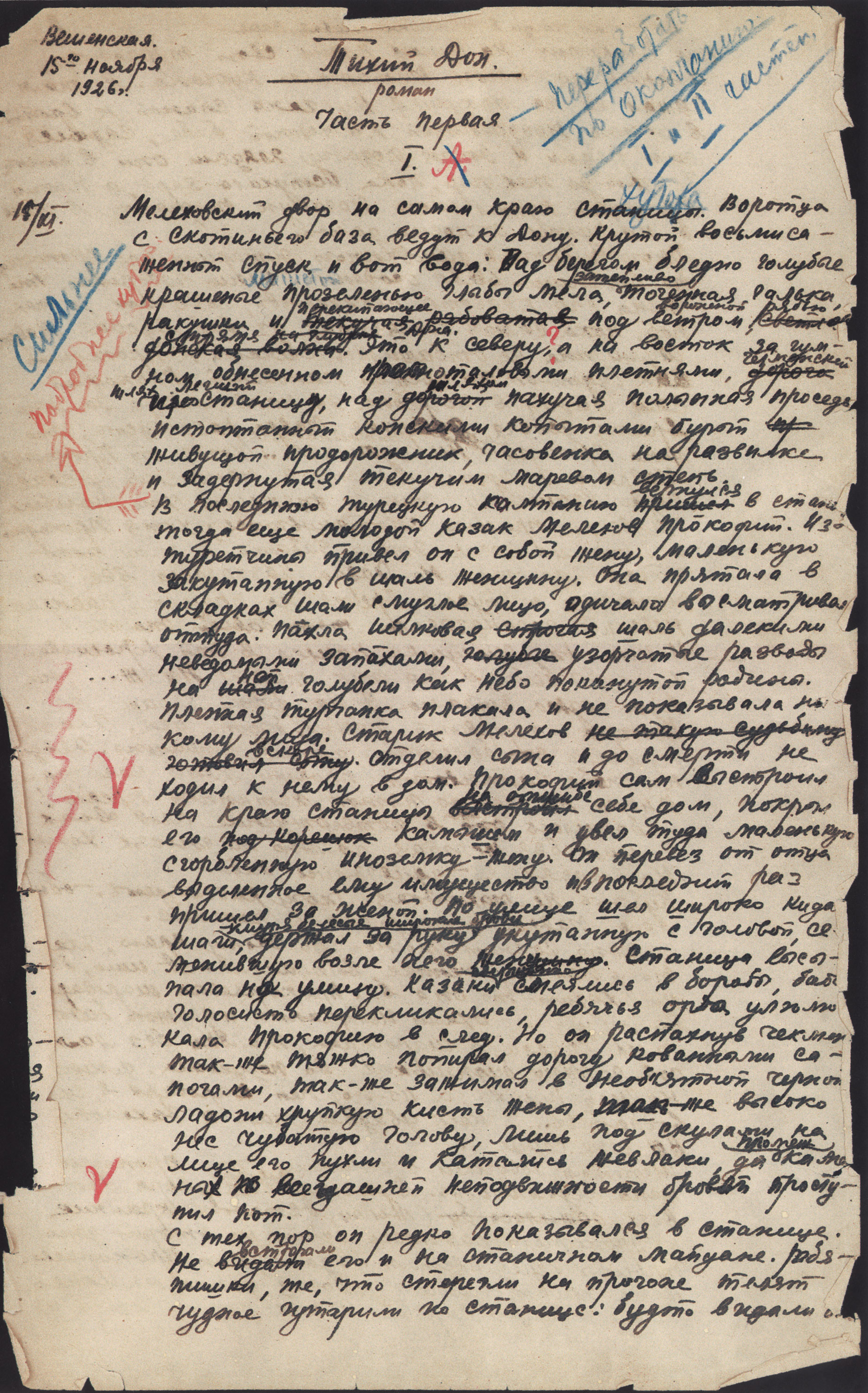
Manuscrito del proyecto de la novela del propio Shólojov.

La novela trata sobre la vida de los cosacos del Don a inicios del siglo XX, probablemente hacia 1912, poco antes de la Primera Guerra Mundial. El argumento gira alrededor de la familia Mélejov del jútor Tatarski, que son descendientes de un cosaco, que para espanto de muchos, se casó con una prisionera turca durante la Guerra de Crimea. Acusada de brujería por los supersticiosos vecinos de Mélejov, estos tratan de matarla pero son rechazados por su esposo. Sus descendientes, el hijo y sus nietos, que son los protagonistas de la novela, son frecuentemente apodados "los turcos". Sin embargo, ellos gozan de una buena reputación entre los habitantes de Tatarski.
El segundo hijo, Grigori Panteléievich Mélejov, es un prometedor joven soldado que se enamora de Axinia, la esposa de Stepán Astájov, un vecino de la familia. No hay amor entre los dos, Stepán pegándole con frecuencia a Axinia. El romance de Grigori y Axinia, así como su fuga, provocan un conflicto entre Stepán y los Mélejov. El resultado de este romance es el centro del argumento, así como las próximas guerras mundial y civiles que arrastrarán a la flor de la juventud cosaca a dos de las más sangrientas guerras de Rusia. La trama se muda al Frente austrohúngaro, donde Grigori le salva la vida a Stepán, aunque esto no pone fin al conflicto. Grigori, a insistencias de su padre, se casa con Natalia, pero aún ama a Axinia. El libro no solo trata de las luchas y sufrimientos de los cosacos del Don, sino también del paisaje, que es hábilmente descrito. Además, también se mencionan varias canciones populares rusas a través de la novela.[cita requerida] El Don apacible surgió de una obra anterior que no llegó a publicarse, la novela Dónschina:
Yo empecé la novela describiendo el golpe de estado de Lavr Kornílov en 1917. Luego estuvo claro que este golpe de estado, y aún más importante, el papel de los cosacos en aquellos eventos, no podría ser entendido sin una prehistoria cosaca, por lo que empecé con la descripción de la vida de los cosacos del Don poco antes del inicio de la Primera Guerra Mundial (cita de M.A. Shólojov: Semináriy (1962), de F.A. Abrámov y V.V. Gurá, citado en el artículo Mijaíl Aleksándrovich Shólojov, de Luidmila Litus).
El personaje de Grigori Mélejov está supuestamente basado en dos cosacos de Vióshenskaya, Pável Nazárovich Kudínov y Jarlampi Vasílievich Yermakov, que fueron figuras clave en la lucha antibolchevique del alto Don.

## Importancia literaria, crítica y acusaciones de plagio

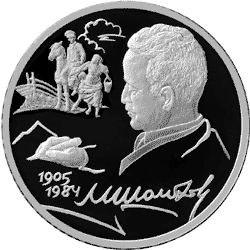
Moneda conmemorativa del 100.º aniversario del nacimiento de Mijaíl Shólojov. En la moneda aparecen también Grigori y Axinia, los personajes de la novela, representando uno de sus clásicos primeros encuentros con Grigori a caballo y Axinia recogiendo agua del Don.

La novela ha sido comparada con Guerra y paz (1869) de León Tolstói.[cita requerida] Al igual que la novela de Tolstói, El Don apacible es una descripción épica de la vida rusa en tiempos de crisis, examinándola a través del punto de vista político, militar, romántico y civil.[cita requerida] Shólojov fue acusado por Solzhenitsyn y otros, entre estos Svetlana Alilúyeva (la hija de Iósif Stalin) y Natalia Belinkova, de haber plagiado la novela. Sin embargo, una investigación llevada a cabo a finales de la década de 1920 confirmó la autoría de Shólojov sobre El Don apacible y los alegatos fueron denunciados como difamación en el Pravda. El desmentido del plagio fue publicado el 29 de marzo de 1929 en un artículo firmado por Aleksandr Serafimóvich, Aleksandr Fadéyev y otros escritores.
Durante la Segunda Guerra Mundial, el archivo de Shólojov fue destruido en un bombardeo aéreo y solamente sobrevivió el cuarto tomo. Shólojov se lo entregó a su amigo Vasili Kudashov, que murió en la guerra, para que lo cuidase. Tras la muerte de Kudashov, su viuda se quedó con el manuscrito pero nunca dijo tenerlo. El manuscrito fue finalmente hallado en 1999 por el Instituto Gorki de Literatura Mundial de la Academia de Ciencias de Rusia con ayuda del gobierno ruso. El papel sobre el cual fue escrito se remonta a la década de 1920: 605 páginas están escritas con la letra de Shólojov, mientras que 285 fueron transcritas por su esposa María y sus hermanas. Sin embargo, se ha afirmado que el manuscrito solo es una copia del manuscrito de Fiódor Kryúkov, su verdadero autor.

## Premios y nominaciones
La novela ganó el Premio Stalin en 1941 y su autor ganó el Premio Nobel en 1965.

## Adaptaciones
La novela fue adaptada al cine en tres ocasiones: la película de 1931 con Iván Právov y Olga Preobrazhénskaya, la segunda película de 1958 fue dirigida por Serguéi Guerásimov y protagonizada por Elina Bystrítskaya y Piotr Glébov. En 1992-1993, Serguéi Bondarchuk dirigió un remake (protagonizado por Rupert Everett); la película no fue terminada hasta 2006, cuando Fiódor Bondarchuk completó la edición y fue transmitida en la televisión rusa como una miniserie de siete capítulos, seguida por una distribución mundial[cita requerida] en DVD: El Don apacible.
Iván Dzerzhinski basó en esta novela su ópera El Don apacible, con el libreto adaptado por su hermano Leonid. Estrenada en octubre de 1935, se volvió muy popular después que Stalin la viera y alabara unos meses después. La ópera fue proclamada un modelo musical del realismo socialista y Dzerzhinski ganó un Premio Stalin.
La letra de la canción folk "Where Have All the Flowers Gone?", de Pete Seeger y Joe Hickerson, fue adaptada de una canción popular cosaca mencionada en El Don apacible.

## Publicaciones
- 1977, Editorial Progreso, Moscú, Unión Soviética, (ISBN ?), publicado en ? ? 1974 (en cuatro tomos y en ruso)

### En español
- 1965, Editorial Planeta, S. A. Traducción directa del ruso de José Laín Entralgo. Depósito legal: B. 5213 - 1966 (Dos tomos en tapa dura y sobrecubierta).
- 1966, Plaza & Janés, S. A. editores. Traducido por Francisco J. Alcántara y Domingo Pruna. Depósito legal: B. 35.428-1966 (X). Un tomo, tapa dura.
- 1975, Editorial Progreso, Moscú, Unión Soviética (en 4 tomos, con tapa dura).

### En inglés
- 1934, Alfred A. Knopf, Estados Unidos, (ISBN no disponible), publicado en ? ? 1934, tapa dura (primera edición traducida al inglés)
- 1934, Putnam, Reino Unido, (ISBN no disponible), publicado en ? ? 1934, tapa dura
- 1988, Editorial Ráduga, Moscú, Unión Soviética, ISBN 5-05-001680-0 y ISBN 5-05-001681-9)